# Hrací skříňka
Hrací skříňka (v anglickém originále Music Box) je americký film z roku 1989, který vypráví příběh o Maďarském Američanovi, jenž je obviněn z válečných zločinů dopuštěných na Židech a Cikánech za druhé světové války v Maďarsku.
Film režíroval Řek Constantinos Gavras a scénář k filmu byl sepsán Joe Eszterhasem. Ve filmu účinkují Jessica Lange, Armin Mueller-Stahl, Frederic Forrest, Donald Moffat, Lukas Haas a další.
Snímek byl natáčen v Chicagu a Budapešti.

## Příběh
Právnička Anne Talbot (Jessica Lange) zjistí, že jejímu otci Michaelu J. Laszlovi hrozí vyhoštění ze Spojených států amerických, jelikož se údajně dopustil závažných válečných zločinů za druhé světové války. Je Michael J. laszlo skutečně agentem "Mishkou", který za druhé světové války psychopaticky likvidoval jisté skupiny obyvatelstva v Maďarsku?

## Obsazení
- Jessica Lange ..... Ann Talbot
- Armin Mueller-Stahl ..... Mike Laszlo
- Frederic Forrest .... Jack Burke
- Donald Moffat ..... Harry Talbot
- Lukas Haas ..... Mikey Talbot
- Elżbieta Czyżewska ..... Melinda Kalman
- James Zagel (jako "J.S. Block")..... soudce Irwin Silver
- Michael Rooker ..... Karchy Laszlo

## Produkce
Ačkoliv je film volně založen na incidentu Johna Demjanjuka, ve skutečnosti některé prvky objevující se ve filmu korespondují s trablemi samotného Eszterhase, jehož otec byl nacistický kolaborant za 2. světové války.

## Ocenění
- Zlatý medvěd v 40. festivalu v Berlině[2]

### Nominace
- Academy Award for Best Actress- Jessica Lange (nominovaná)
- Golden Globe for Best Actress- Jessica Lange (nominovaná)
- Young Artist Award za nejlepší výkon mladého herce ve filmu – Lukas Haas (nominovaný)